# Eugen Eppstein
Eugen Eppstein, né le 25 juin 1878 à Simmern/Hunsrück et assassiné le 4 mars 1943 au camp de Majdanek, est un homme politique allemand. Juif communiste réfugié en France, il est livré aux nazis par le régime de Vichy et tué durant la Shoah.

## Biographie
Issu d'une famille de commerçants juifs, il s'installe « très jeune » à Cologne et y travaille initialement comme employé de commerce. Il adhère au Parti social-démocrate (SPD) en 1897. Membre de la Ligue spartakiste pendant la Première guerre mondiale, il devient en 1919 secrétaire à plein temps du Parti communiste à Essen. Arrêté par la police cette même année pour ses activités au sein de la Ligue spartakiste, il parvient à s'évader après quelques mois et s'établit à nouveau à Cologne, où il devient quelques années plus tard le chef de la branche locale du Parti communiste,,.
Aux élections législatives allemandes de mai 1924, il est élu député de Düsseldorf-ouest au Reichstag,. Le parlement est dissous en octobre car aucune majorité de gouvernement ne s'en est dégagée, et Eugen Eppstein, ne bénéficiant plus d'immunité parlementaire, est immédiatement arrêté pour ses activités au moment de la guerre. Le parti le présente aux élections de décembre pour le Parlement prussien ; élu, il est relâché par les autorités. Au parlement de Prusse, où il siège jusqu'en 1928, il se fait remarquer pour la virulence de ses attaques verbales contre les autres partis,,.
En désaccord avec la ligne officielle (stalinienne) du Parti communiste, il en démissionne en janvier 1928, et co-fonde avec Ruth Fischer et Arkadi Maslow la Ligue Lénine (trotskyste). Il n'y reste toutefois que quelques mois, et en 1929 il demande sans succès à réintégrer le Parti communiste.
Il émigre en France en février 1933. En août 1933, le gouvernement nazi dresse une liste de trente-trois personnes dont la nationalité allemande est immédiatement retirée ; y figurent notamment l'écrivain Heinrich Mann, le journaliste Kurt Tucholsky, le scientifique Albert Einstein, mais aussi Eugen Eppstein. Il devient ainsi apatride,. Au début de l'occupation de la France par l'Allemagne en 1940, il demande un visa pour émigrer aux États-Unis, mais est arrêté par la Gestapo avant d'avoir pu l'obtenir. Interné en France, initialement au camp de Rivesaltes, il est transféré en mars 1943 du camp de Drancy au camp d'extermination de Majdanek, où il est assassiné dès son arrivée,,.
Il est l'un des anciens députés commémorés par le Mémorial en souvenir des 96 membres du Reichstag assassinés par les nazis, devant le palais du Reichstag.